# پریم تینسولانوندا
پریم تینسولانوندا (تایلندی: เปรม ติณสูลานนท์؛ زادهٔ ۲۶ اوت ۱۹۲۰ – درگذشتهٔ ۲۶ مه ۲۰۱۹) یک سیاست‌مدار اهل تایلند بود. وی از ۱۹۸۰ تا ۱۹۸۸ نخست‌وزیر این کشور بود. پریم تینسولانوندا در ۲۶ مه ۲۰۱۹ در سن ۹۸ سالگی بر اثر نارسایی قلبی درگذشت.